# 十津川捜査班
『十津川捜査班』（とつがわそうさはん）は、2009年から2016年までフジテレビ系で放送された刑事ドラマシリーズ。全10回。主演は高嶋政伸。
タイトルは『十津川刑事の肖像』（とつがわけいじのしょうぞう）（第1作 - 第6作） → 『十津川捜査班』（第7作 - 第10作）
放送枠は「金曜プレステージ」（第1作 - 第9作）、「金曜プレミアム」（第10作）。

## 概要
原作は西村京太郎の十津川省三を主人公とするシリーズ（十津川警部シリーズ）であるが、若き日の十津川を描くという点を特色としており、本作での十津川は独身という設定である。当初のシリーズタイトル『十津川刑事の肖像』は、第1作から第4作の原作となった同名の短編集からとられた。
十津川は、第1作から第6作まで平塚班所属の刑事で、第7作からは新たなタイトルにもなった十津川班の班長となり指揮を取る。

## キャスト

### 警視庁捜査一課 十津川班（旧・平塚班）
十津川省三
演 - 高嶋政伸
経歴：警視庁捜査一課 平塚班主任（第1作 - 第6作）
→ 警視庁捜査一課 十津川班班長（第7作 - 第10作）
警視庁捜査一課の刑事。
西本明
演 - 小泉孝太郎（第7作 - 第10作）
警視庁捜査一課の刑事。家族は弟・伸男と妹・あすかと母・文子。登場当初は「尊敬できない上司のもとで働くのは苦痛」と十津川を挑発するなど班内の空気を乱していたが、後に十津川の相棒的な存在となり、同僚たちからも可愛がられるようになる。
平塚八重子
演 - 山村紅葉
経歴：警視庁捜査一課 平塚班班長（第1作 - 第6作）
→ 警視庁捜査一課 管理官（第7作 - 第10作）
江端沙織
演 - 小松彩夏（第8作 - 第10作）
警視庁捜査一課の刑事。
小川琢磨
演 - 八十田勇一
経歴：警視庁捜査一課 平塚班（第1作 - 第6作）
→ 警視庁捜査一課 十津川班（第7作 - 第10作）
警視庁捜査一課の刑事。
山崎直也
演 - 山口竜央
経歴：警視庁捜査一課 平塚班（第1作 - 第6作）
→ 警視庁捜査一課 十津川班（第7作 - 第10作）
警視庁捜査一課の刑事。
亀井定男
演 - 古谷一行
経歴：警視庁捜査一課 平塚班副主任（第1作 - 第6作）
→ 警視庁捜査一課 十津川班副班長（第7作 - 第10作）
警視庁捜査一課の刑事。

### 元十津川班（旧・平塚班）のメンバー
深見建一
演 - 髙橋洋（第1作 - 第3作）
警視庁捜査一課の刑事。
高梨静代
演 - 高橋真弓（第1作 - 第7作）
経歴：警視庁捜査一課 平塚班（第1作 - 第6作）
→ 警視庁捜査一課 十津川班（第7作）
警視庁捜査一課の刑事。
片山洋
演 - 東幹久（第9作）
警視庁捜査一課の新任刑事。家族は妹・みどり。

### 十津川班の親族
西本伸男
演 - 長谷川純（第8作）
西本明の弟。佃煮屋「海老屋総本舗」店主。
西本あすか
演 - かでなれおん（第8作）
西本明と伸男の妹。「海老屋総本舗」店員。
西本文子
演 - 松本留美（第8作）
西本明と伸男とあすかの母。「海老屋総本舗」女将。
片山みどり
演 - 阪田瑞穂（第9作）
片山洋の妹。
片山一郎
演 - 小笠原治夫（第9作）
片山洋とみどりの伯父。元漁協組合長。故人。

### ゲスト

#### 十津川刑事の肖像（第1作 - 第6作/2009年 - 2012年）
第1作「人捜しゲーム」（2009年）
- 三田村冴子（三田村の妻・旧姓「桐山」） - 中山忍
- 福井好夫（渓明大学附属病院 医師） - 正名僕蔵
- 小田雄太郎 - 北村栄基
- 松木順子（小田の恋人） - 中村映里子
- 小笠原孝夫（「人捜しゲーム」のターゲット・俳優） - 天野浩成
- 長井真理（「週刊ジャパン」編集部員） - 田野アサミ
- 須永美咲（劇団アトラスの研究生） - 国本綾
- 横森雅志（「週刊ジャパン」副編集長） - ベンガル
- レストラン「Catenaccio」マネージャー - 小田竜世
- 借金取り - 加治木均
- 誘拐犯 - 吉川拳生
- アヤカ（誘拐された少女） - 小山彩華
- 「俊英出版」部長 - 大石吾朗
- 三田村直之（「週刊ジャパン」編集長） - 美木良介

第2作「一千三百万人誘拐計画」（2010年）
- 逢沢雪乃（東京都臨時職員・元財務省職員） - 伊藤かずえ
- 森下清人（東京都副知事） - 菅田俊
- 日高孝司（東京都知事秘書室 秘書室長） - 小林正寛
- 三枝幹夫（都立信誠病院 内科医・第三被害者） - 松永博史
- 野中遥（東京都知事秘書室 秘書） - 堀まゆみ
- 久保武雄（東京都知事） - 大和田獏
- 井上涼子（「カナリア派遣カンパニー」社員） - 中丸シオン
- 桐下（都立信誠病院 看護師長） - 杉村暁
- 田坂耕造（ホームレス・第一被害者） - 伊藤昌一
- 武藤君代（ゴミ屋敷の主人・第二被害者） - 福井裕子
- 松嶋（白木記念病院 看護師） - 松本圭未
- 「カナリア派遣カンパニー」共同経営者 - 中脇樹人
- マンション「サニーガーデン」住人 - 太宰美緒
- 三宅孝之（財務省職員） - 赤沼正一
- 逢沢梓（三宅と雪乃の娘・故人） - 山田菜々香
- 二宮春美（慎一の妻・故人） - 吉野有佳（ノンクレジット）
- 二宮慎一（「カナリア派遣カンパニー」共同経営者） - 大鶴義丹

第3作「危険な判決」（2010年）
- 島野篤子（涼子の姉・桜田記念病院 看護師） - 滝沢沙織
- 西沢豊（西沢クリーンネット 社長） - 野村宏伸
- 八木（多摩北警察署 刑事） - 金山一彦
- 上条雄一郎（無職） - 岡本光太郎
- 岸倫子（スマックのママ） - 遠野舞子
- 染谷明（梨香のストーカー・暴力団組員） - 市瀬秀和
- 矢沢義彦（篤子の婚約者） - 松尾政寿
- 小池哲也（前科4犯） - 長濱正明
- 島野涼子（元女子大生・故人） - 濱田准
- 仁科梨香（キャバクラ従業員） - 彩月貴央
- 浮浪者 - 松井武士
- 西沢クリーンネット 秘書 - 神川真里
- 牛込（西伊豆警察署 刑事） - 梨本謙次郎
- 角田啓吾（多摩北警察署 刑事） - 六平直政

第4作「第二の標的」（2011年）
- 宇佐美隆利（弁護士） - 国広富之
- 田村晋太郎（明興物産 経理部長） - 宮川一朗太
- 田村絵里子（田村の妻） - 山田キヌヲ
- 三沢徹（公認会計士） - 藤堂新二
- 坂西孝子（坂西の妻・妊婦） - 井村空美
- 坂西宏（明興物産 社員） - 山中アラタ
- 木戸和夫（明興物産 専務） - 渡辺裕之
- 新山春江（古野の元妻） - 大島さと子
- 女子大生 - 村田唯
- 新山真奈美（古野と春江の娘） - 中田えな
- 伊藤（警察官） - 櫻井麻樹
- 記者 - 壬生恋う介
- 警察官 - 中村なおき
- 堀本美也子（SNACK「CREAM」ホステス） - 黒沢あすか
- 古野清司（工場従業員・元教師・痴漢の前科者） - 甲本雅裕

第5作「鎌倉電鉄殺人事件」（2012年）
- 矢吹隆一（鎌倉中央警察署 刑事） - 泉谷しげる
- 瀬戸新太郎（列車マンスリー「鉄道出版」社長兼編集長） - 山下真司
- 原田大輔（無職） - モロ師岡
- 野上信一（寺沢と亜紀の息子） - 竹内寿
- ヒロ（サーファー集団「鎌倉リップ」サーファー） - 渡邉紘平
- 入江忠志（鎌倉電鉄マニア） - 松本実
- ジン（「鎌倉リップ」サーファー） - 平野靖幸
- 岩下徹男（「鎌倉リップ」リーダー） - 加藤翔
- 江崎（鎌倉中央警察署 警察官） - 荻原紀
- 田中学（大学生） - 鹿末順平
- 瀬戸エリカ（瀬戸の娘・元女子大生・故人） - 松岡亜由美
- 刑事 - 佐藤まんごろう、岩本淳、小林ともゆき、松本藍果
- 大友（ホテルスタッフ） - 小野麻亜矢
- 野上亜紀（原田の内縁・城南デパート 売り場チーフ） - 高橋ひとみ
- 寺沢信介（亜紀の元夫・カメラマン） - 益岡徹

第6作「銚子電鉄六・四キロの追跡」（2012年）
- 渡辺義信（千葉県警銚子中央警察署 刑事） - 鶴見辰吾
- 小野寺一郎（消費者金融「マイパートナー」社長・東京大学 卒業生） - 菅原大吉
- 広田秋彦（千葉県警捜査一課 課長） - 神尾佑
- 野崎瞳（野崎の妻） - 大竹一重
- 渡辺理美（渡辺の妻） - 越智静香
- 末永誠二（人材派遣会社「グッドキャリア」経営） - 伊藤正之
- 岡本亜紀（「月刊鉄道ウォーカー」カメラマン） - 田代さやか
- 井畑徹（「月刊鉄道ウォーカー」記者） - 小林竜樹
- 野崎康幸（エヌフーズ自然食品 社長） - 石田登星
- 勝部（消費者金融「マイパートナー」社員） - 佐伯晃
- 渡辺元気（渡辺と理美の息子） - 山崎智史
- 本橋哲平（アプリ開発会社「ディーソフト」社員） - 小川智弘
- 工藤（千葉県警捜査一課 刑事） - 中村尚輝
- 内海（漁師） - 壬生恋う介
- 漁師 - 石原義信
- 中山勝敏（外川漁港 管理人） - 阿南健治
- 安井久美子（投資セミナーのファイナンシャルプランナー） - 秋本奈緒美

#### 十津川捜査班（第7作 - 第10作/2013年 - 2016年）
第7作「十津川警部の「初恋」」（2013年）
- 刈谷早苗（神奈川信用金庫湯河原支店 職員） - 西尾まり
- 遠山淳子（神奈川信用金庫湯河原支店 支店長代理） - 大路恵美
- 黒木高雄（不動産業経営） - 萩野崇
- 佐久間理沙（黒木の恋人） - 川村亜紀
- 原口由紀（夕子の娘・神奈川信用金庫湯河原支店 元職員・故人） - 緑友利恵
- 崎田守（由紀の恋人・陶芸家・偽弁護士） - 橋本禎之
- 半田虎夫（湯河原中央警察署 刑事） - 吉岡睦雄
- 若月晴美（「原口旅館」仲居） - 星ようこ
- 小原良治（夕子の恋人・品川小原総合病院 副院長） - 川野太郎
- 原口夕子（「原口旅館」女将・十津川省三の初恋相手） - 手塚理美

第8作「十津川警部「家族」」（2014年）
- 武富清（美智の息子・タケトミ電機 3代目社長） - 林泰文
- 八木明夫（大下の秘書） - 中根徹
- 大下啓吾（国会議員・元防衛大臣） - 外山誠二
- 篠田（美智の友人） - 大原真理子
- 大井（タケトミ電機 総務部資料室 室長） - 井上高志
- 中野達也（自動車修理工） - 加治将樹
- ホステス - 中山恵
- 弓岡（タケトミ電機 総務部資料室 社員） - 米田弥央
- 相原公介（タケトミ電機 秘書） - 藤原光博（リットン調査団）
- 三島忠雄（フリージャーナリスト） - 西沢仁太
- 早川由起夫（タケトミ電機 総務部資料室 社員） - 小山田将
- 内藤（大黒出版 編集者） - 渡辺穣
- 警察官 - 重見将臣
- 小谷流星（自動車修理工） - 吉野晃弘
- 脇田加代（西本伸男の恋人・タケトミ電機 社長秘書） - 黒坂真美
- 武富美智（タケトミ電機 特別相談役） - 多岐川裕美

第9作「十津川警部「故郷」」（2014年）
- 黒田大輔（片山洋のサッカー部仲間） - 竹財輝之助
- 荒木豊（静岡県議会議員） - 渋江譲二
- 水谷精一郎（衆議院議員） - 藤堂新二
- 木村雄介（益田建設 副社長） - 山中聡
- 真柴清志（水谷の秘書） - 川口真五
- 広瀬ゆかり（水谷の愛人・ホステス） - 遠野あすか
- 伊原光一（益田建設のダンプ運転手） - 出合正幸
- 矢沢武（強盗犯） - 一ノ瀬ワタル
- クラブのボーイ - 黒田隆太
- 荒木香織（荒木の妻・片山洋の幼馴染） - 笛木優子

第10作「十津川警部「悪女」」（2016年）
- 家永朋美（平木の秘書） - 馬渕英里何
- 相良拓海（東亜総合病院 外科研修医・みどりのストーカー） - 森廉
- 山形麻里（三省堂書店 店員） - 本山なみ
- 岸田（世田谷総合病院 医師・平木の担当医） - 今井清隆
- 三島（作家） - 市川しんぺー
- 木目みどり（明泉女子大学 4年生） - 有希奈
- 青木美矢子（三洋出版「小説パーティー」編集者） - 大河内奈々子
- 長谷川真（「小説パーティー」編集長） - 梶原善
- 平木明（小説家） - 志垣太郎
- 大和田（三洋出版 社員） - 田村勝彦
- 竹本（警視庁駒沢警察署 刑事） - 稲葉大助
- 桜庭（医師） - 横山祥二
- バーのマスター - 神原哲
- 平木由夏（平木の妻） - 小沢真珠
- 桐野涼子（桐野涼子法律事務所 弁護士・平木の顧問弁護士） - 井上晴美

## スタッフ
- 編成企画 - 吉田豪（第1作・第3作）、松崎容子（フジテレビ / 第2作）、鹿内植（フジテレビ / 第4作・第5作）、瀧澤航一郎（第5作・第6作）、佐藤未郷（第6作・第7作）、羽鳥健一（第8作・第9作）
- 脚本 - 田子明弘
- 演出 - 伊藤寿浩、福本義人、鶴巻日出雄、位部将人、本田隆一
- プロデューサー - 森川真行（FINE）、石塚清和（FINE / 第2作・第4作 - 第10作）
- 協力 - バスク、フジアール
- 制作 - フジテレビ
- 制作著作 - FINE

## 放送日程
| 話数             | 放送日           | サブタイトル             | 原作                                              | 脚本             | 演出             | 視聴率           |
| 十津川刑事の肖像 | 十津川刑事の肖像 | 十津川刑事の肖像         | 十津川刑事の肖像                                  | 十津川刑事の肖像 | 十津川刑事の肖像 | 十津川刑事の肖像 |
| ---------------- | ---------------- | ------------------------ | ------------------------------------------------- | ---------------- | ---------------- | ---------------- |
| 1                | 2009年05月08日   | 人捜しゲーム             | 「人捜しゲーム」 （「十津川刑事の肖像」所収）     | 田子明弘         | 伊藤寿浩         | 13.7%            |
| 2                | 2010年06月04日   | 一千三百万人誘拐計画     | 「一千万人誘拐計画」 （「十津川刑事の肖像」所収） | 田子明弘         | 福本義人         | 12.2%            |
| 3                | 10月15日         | 危険な判決               | 「危険な判決」 （「十津川刑事の肖像」所収）       | 田子明弘         | 福本義人         | 14.2%            |
| 4                | 2011年05月27日   | 第二の標的               | 「第二の標的」 （「十津川刑事の肖像」所収）       | 田子明弘         | 福本義人         | 13.5%            |
| 5                | 2012年04月06日   | 鎌倉電鉄殺人事件         | 「十津川警部シリーズ 鎌倉江ノ電殺人事件」         | 田子明弘         | 福本義人         | 11.6%            |
| 6                | 9月07日          | 銚子電鉄六・四キロの追跡 | 「十津川警部 銚子電鉄六・四キロの追跡」           | 田子明弘         | 福本義人         | 10.1%            |
| 十津川捜査班     |                  |                          |                                                   |                  |                  |                  |
| 7                | 2013年06月21日   | 十津川警部の「初恋」     | 「十津川警部“初恋”」                              | 田子明弘         | 福本義人         | 10.8%            |
| 8                | 2014年01月24日   | 十津川警部「家族」       | 「十津川警部“家族”」                              | 田子明弘         | 鶴巻日出雄       | 12.8%            |
| 9                | 7月25日          | 十津川警部「故郷」       | 「十津川警部“故郷”」                              | 田子明弘         | 位部将人         |                  |
| 10               | 2016年07月29日   | 十津川警部「悪女」       | 「十津川警部“悪女” 鬼怒川心中事件」               | 田子明弘         | 本田隆一         | 8.8%             |

- 視聴率はビデオリサーチ調べ、関東地区・世帯